# Iwan Pleszywcew
Iwan Nikołajewicz Pleszywcew (ros. Иван Николаевич Плешивцев, ur. 18 czerwca?/1 lipca 1910 we wsi Tiutczewo w rejonie lebiediańskim w obwodzie lipieckim, zm. 1952 w Lebiedianiu) – radziecki wojskowy, starszy porucznik, Bohater Związku Radzieckiego (1945).

## Życiorys
Urodził się w rodzinie chłopskiej. Pracował jako kamieniarz w Donbasie, później w Moskwie, skończył 10 klas szkoły, w 1932 wrócił do rejonu lebiediańskiego, gdzie pracował jako sekretarz rady wiejskiej we wsi Bolszyje Izbiszczi. Następnie pracował na kolei w Moskwie, później na stacjach kolejowych Kulikowe Pole i Lebiediań, w 1942 został powołany do armii. W 1943 ukończył wojskową szkołę piechoty w Riazaniu, od lipca 1943 uczestniczył w wojnie z Niemcami, walczył na Froncie Południowo-Zachodnim, Południowym i 1 Białoruskim w składzie 260 Dywizji Piechoty. Brał udział w operacji warszawsko-poznańskiej (części operacji wiślańsko-odrzańskiej), pomorskiej i berlińskiej jako dowódca kompanii 1028 pułku piechoty 260 Dywizji Piechoty 47 Armii w stopniu starszego porucznika. Wyróżnił się podczas forsowania Wisły k. wsi Łomna 16 stycznia 1945, gdy dowodzona przez niego kompania zlikwidowała 28 stanowisk ogniowych wroga i zadała Niemcom duże straty. Szlak bojowy zakończył nad Łabą na północ od miasta Brandenburg an der Havel. 27 lutego 1945 nadano mu tytuł Bohatera Związku Radzieckiego i Order Lenina; otrzymał również medal. W 1948 został zwolniony do rezerwy, później pracował jako naczelnik stacji kolejowej w Lebiedianiu. Zginął w wyniku wypadku.